# سید محسن موسوی تبریزی
سیّد محسن موسوی تبریزی (زادهٔ ۴ اسفند ۱۳۲۹ در تبریز) عضو مجمع محققین و مدرسین حوزه علمیه قم و نمایندهٔ پیشین مجلس خبرگان رهبری و مجلس شورای اسلامی است.

## زندگی
او در ۴ اسفند ۱۳۲۹ در تبریز و از خانواده‌ای روحانی زاده شد. پدرش سیّد عبد الجبّار موسوی کماری، از تحصیل‌کرده‌های حوزهٔ علمیّهٔ تبریز در حدّ سطح و از دوستان و علاقه‌مندان میرزا فتّاح شهیدی بود.

### تحصیلات
در سال ۱۳۴۱ خورشیدی پس از دوران تحصیل ابتدایی، به حوزهٔ علمیهٔ تبریز وارد شد و در عین حال که دروس حوزه را می‌خواند، درس‌های دوران دبیرستان را نیز به صورت مطالعه ادامه داد. پس از تحصیل ادبیات فارسی و عربی، در سال ۱۳۴۳ خورشیدی به حوزهٔ علمیهٔ قم وارد شد و در آنجا تحصیلات حوزوی سطح متوسط، سطح عالی، خارج فقه، اصول و دروس فلسفه، عرفان و تفسیر را ادامه داد و از همان سال‌های نخست تحصیل در حوزه، به تدریس نیز می‌پرداخت.
وی از استادان سطح خارج است

### استادان
از استادان او در فقه و اصول و رجال می‌توان به سید ابوالقاسم خویی، محمد علی اراکی، سید شهاب‌الدین مرعشی نجفی، مرتضی حائری، فانی اصفهانی، حسینعلی منتظری، محمدتقی بهجت، و جواد تبریزی اشاره کرد.
در تفسیر، فلسفه و عرفان نیز از اساتیدی چون سیدمرتضی مستنبط، مرتضی مطهری، حسن حسن‌زاده آملی، عبدالله جوادی آملی، علی مشکینی بهره برد.

## فعالیت‌های پیش از انقلاب
فعالیت‌های سیاسی او بیش‌تر به صورت پخش اعلامیه، نوار و رسالهٔ سید روح‌الله خمینی و تبلیغ اعلمیت و دعوت مردم به تقلید از او و سخنرانی‌ها و تشکیل جلسات، و تهییج و روشنگری طلاب و مدرسان وقت و برنامه‌ریزی و شرکت در مجالس و تظاهرات و اقدام علیه حکومت پهلوی در حوزهٔ علمیهٔ قم و دیگر شهرها بود. قیام ۲۹ بهمن ۱۳۵۶ تبریز، از جمله فعالیت‌های او بود.
در اواخر سال ۱۳۵۶ پس از سخنرانی در شهرستان گنبد ساواک به منزل او در قم هجوم برد و پس از دستگیری، او را به شهرستان تربت جام تبعید می‌کند. به واسطهٔ فعالیت‌های مبارزاتی بار دیگر او را دستگیر و به شهرستان سقز در استان کردستان تبعید می‌کنند. فعالیت‌های او در آنجا و شکل‌دادن دو تظاهرات بزرگ منجر به دستگیری و بازداشت او در زندان ساواک سقز و سنندج گشت. پس از آن او را به زندان کمیته تهران منتقل کردند و بعد از بازجویی و حدود ۲ ماه حبس انفرادی، به زندان قصر منتقل شد، که در نهایت در ۱۹ بهمن ۱۳۵۷ از زندان آزاد شد و در مدرسهٔ علوی همراه با مرتضی مطهری به نزد سید روح‌الله خمینی حضور یافته و گزارشی از زندان به او ارائه کردند.

## فعالیت‌های پس از انقلاب
برخی از فعّالیّت‌های او پس از انقلاب ۱۳۵۷ عبارتند از:
- تدریس مستمر در حوزه علمیّه قم؛
- تبلیغ و سخنرانی و شرکت در بعضی سمینارها و کنگره‌های علمی برای ایراد سخن رانی یا ارسال مقاله؛
- مسئولیّت کمیته‌های انقلاب تبریز در اوایل سال ۱۳۵۸شمسی؛
- مسئولیّت و حاکم شرع هیئت هفت نفره و کمیته‌های انقلاب استان خراسان
- حاکم شرع دادگاه‌های انقلاب استان خوزستان و شهرهای ارومیّه، اردبیل، گنبد، خمین، ملایر و نهاوند؛
- نمایندگی مجلس شورای اسلامی در دوره اوّل از شهرستان تبریز؛
- نمایندگی مجلس خبرگان رهبری دوره اوّل از استان آذربایجان شرقی و دورهٔ سوم از استان آذربایجان غربی
- نمایندگی قائم مقام رهبری و مسئولیّت کمیته فرهنگی و معارف اسلامی دانشگاه شهید بهشتی تهران از سال ۱۳۶۱–۱۳۶۵شمسی؛
- مسئولیّت امور اهل سنّت استان خراسان از ابتدای انقلاب اسلامی تا سال ۱۳۶۸
- حضور حدود دو سال متناوب در جبهه‌های دفاع مقدّس.

او که از نظر سیاسی یک اصلاح طلب محسوب می‌شود، در سال ۱۳۸۶ به‌طور همزمان در انتخابات هشتمین دوره مجلس از قم و انتخابات میاندوره‌ای مجلس خبرگان رهبری از آذربایجان شرقی ثبت نام کرده بود، که رد صلاحیت شد. او از اعضای مجمع محققین و مدرسین حوزه علمیه قم است.